# Mizoram
Mizoram es un estado de la República de la India. Su capital es Aizawl. Está ubicado en el extremo este del país, limitando al norte con Assam y Manipur, al este con Birmania, al oeste con Bangladés y al noroeste con Tripura. Con 1 100 000 habitantes en 2011 es el segundo estado menos poblado —por delante de Sikkim—, con 21 000 km², el quinto menos extenso —por delante de Nagaland, Tripura, Sikkim y Goa, el menos extenso— y con 52 hab/km², el segundo menos densamente poblado, por delante de Arunachal Pradesh. El nivel de alfabetización en este estado alcanza el 89 %, el segundo más alto después del de Kerala.

## Población
Los Mizos o Lushais (así llamados por vivir en los Montes Lushai) tienen origen tibeto-birmano y son la etnia principal. Hay minorías de Lai, Mara, Chakma, Hmar, Paite, Bru y otras.

## Religión
Cerca del 85 % de la población es de religión cristiana, mayoritariamente presbiterianos y baptistas. Esta herencia cristiana se repite en la mayoría de los estados vecinos como Nagaland y Meghalaya. Mizoram es el único estado de la India con una mayoría cristiana y, junto con Jammu y Cachemira, los dos únicos en los que no existe una mayoría hindú.

## Historia moderna

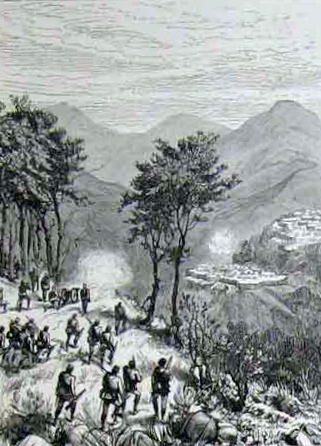
Una de las muchas batallas entre las tropas británicas y las tribus de Mizoram alineadas con los británicos contra un clan lusei en Mizoram.

La oposición al gobierno británico llevó a la formación de la Unión Mizo en 1946, cercana al Partido del Congreso, y que aceptó la incorporación del territorio al Estado de Assam en 1947. La hambruna de 1957 provocó el descontento mizo y se formó el "Mizo National Famine Front" dirigido por Laldenga, convertido en el Frente Nacional Mizo (FNM) en 1963. En estos años el MNF reunió un ejército de diez mil combatientes con apoyo de China. 
En 1972 Mizoram obtuvo autonomía administrativa, pero no mejoró apenas la situación de los mizos, ya que el control del Estado quedó en manos del Partido del Congreso. A mediados de los años setenta, China retiró su apoyo y las dificultades de mantener bases en Bangladés llevaron a buscar la paz. Laldenga y Rajiv Gandhi acordaron la paz en 1986 y Mizoram se convirtió en estado de la Unión, con ciertas normas especiales referidas a leyes locales. 
Los rebeldes fueron amnistiados. Un gobierno de coalición entre el MNF y el Congreso dirigió el estado hasta las elecciones de 1987, en las que triunfó el MNF (24 escaños de 40), pero las divisiones del movimiento, con una facción escindida que se unió al Congreso en 1988, provocaron el cambio de mayoría, y ante la inestabilidad se decretó el gobierno directo desde Nueva Delhi. 
En las elecciones de 1989 venció el Partido del Congreso y tuvo lugar la rebelión de un grupo mizo, el "Himal Peoples Convention". Este grupo llegó a un acuerdo con el gobierno el 15 de julio de 1994. Otra organización rebelde, la "Zomi Reunification Organization of Mizoram" (que contaba con la alianza de la tribu Paite de Manipur), preconizaba la reincorporación a Mizoram de las zonas habitadas por mizos incluidas en estados vecinos. Poco después se rebelaron los reang (o bru) contra los mizos, provocando represalias y un aluvión de refugiados reang hacia Asam y Tripura. 
El "Bru National Liberation Front" (cuya ala política era el "Bru National Union") exigía un consejo administrativo separado dentro de Mizoram. El 25 de noviembre de 1998 una coalición entre el "Mizo National Front" y el "Mizoram Peoples Conference" venció en las elecciones del estado (34 escaños sobre 40 y 6 escaños el Partido del Congreso). El exguerrillero Zoramthanga accedió a la jefatura del gobierno.
Los estados de Assam y Mizoram mantienen una histórica disputa fronteriza. A principios de agosto de 2021, los tiroteos entre policías de ambos estados dejaron varios muertos y decenas de heridos.

## Organización administrativa
| °       |         |                       |        |           |           |        |            |             |                          |      |
| ------- | ------- | --------------------- | ------ | --------- | --------- | ------ | ---------- | ----------- | ------------------------ | ---- |
| Ranking | Ranking |                       |        | Sede      | Población | Área   | Densidad   |             |                          |      |
| Pob.    | Área    | Distrito              | Código | (capital) | (2011)    | (km²)  | (hab./km²) | Establecido | Web oficial              | Mapa |
| MZ-01   | MZ-02   | Distrito de Aizawl    | MZ-AI  | Aizawl    | 404 054   | 3577   | 113        | ?           | http://aizawl.nic.in/    |      |
| MZ-03   | MZ-03   | Distrito de Champhai  | MZ-CH  | Champhai  | 125 370   | 3168   | 39         | 1998        | http://champhai.nic.in/  |      |
| MZ-06   | MZ-08   | Distrito de Kolasib   | MZ-KO  | Kolasib   | 83 054    | 1386   | 60         | 1998        | http://kolasib.nic.in/   |      |
| MZ-04   | MZ-05   | Distrito de Lawngtlai | MZ-LA  | Lawngtlai | 117 444   | 2519   | 46         | ?           | http://lawngtlai.nic.in/ |      |
| MZ-02   | MZ-01   | Distrito de Lunglei   | MZ-LU  | Lunglei   | 154 094   | 4572   | 34         | ?           | http://lunglei.nic.in/   |      |
| MZ-05   | MZ-04   | Distrito de Mamit     | MZ-MA  | Mamit     | 85 757    | 2967   | 28         | 1998        | http://mamit.nic.in/     |      |
| MZ-08   | MZ-07   | Distrito de Saiha     | MZ-SI  | Saiha     | 56 366    | 1414   | 40         | 1998        | http://saiha.nic.in/     |      |
| MZ-07   | MZ-06   | Distrito de Serchhip  | MZ-SE  | Serchhip  | 64 875    | 1424   | 46         | 1998        | http://serchhip.nic.in/  |      |
| —       | —       | Total                 |        |           | 888 573   | 21 087 | 42         | —           | —                        |      |

## Hechos y cifras
- Grupos étnicos:

- Mizo/Lushai: 35,6 %
- Hmar: 26,9 %
- Poi: 8.0%
- Chakma: 7,7 %
- Ralte: 7,0 %
- Pawi: 5,1 %
- Mara: 5,0 %
- Kuki: 4,6 %
- Otros: 0,1 %

- Religión (censo 2001):

- Cristianos: 87,0 %
- Budistas: 7,9 %
- Hindus: 3,6 %
- Musulmanes: 1,1 %
- Otros: 0,3 %
- Religiones no indicadas: 0,1 %